# 50th Space Wing
Le 50th Space Wing était une unité de l'United States Air Force, basée à Schriever Air Force Base (en) près de Colorado Springs dans l'État du Colorado. Depuis sa reformation en 1992 jusqu'à dissolution en 2020, il était chargé du contrôle des plates-formes satellites de l'USAF.
Lors de la réorganisation des forces américaines à la suite de la création de l'United States Space Force fin 2019, il est placé sous le commandement de ce service jusqu'à sa disparition et remplacement par le Space Delta 8 (en) (DEL 8) le 24 juillet 2020